# Vila Armira

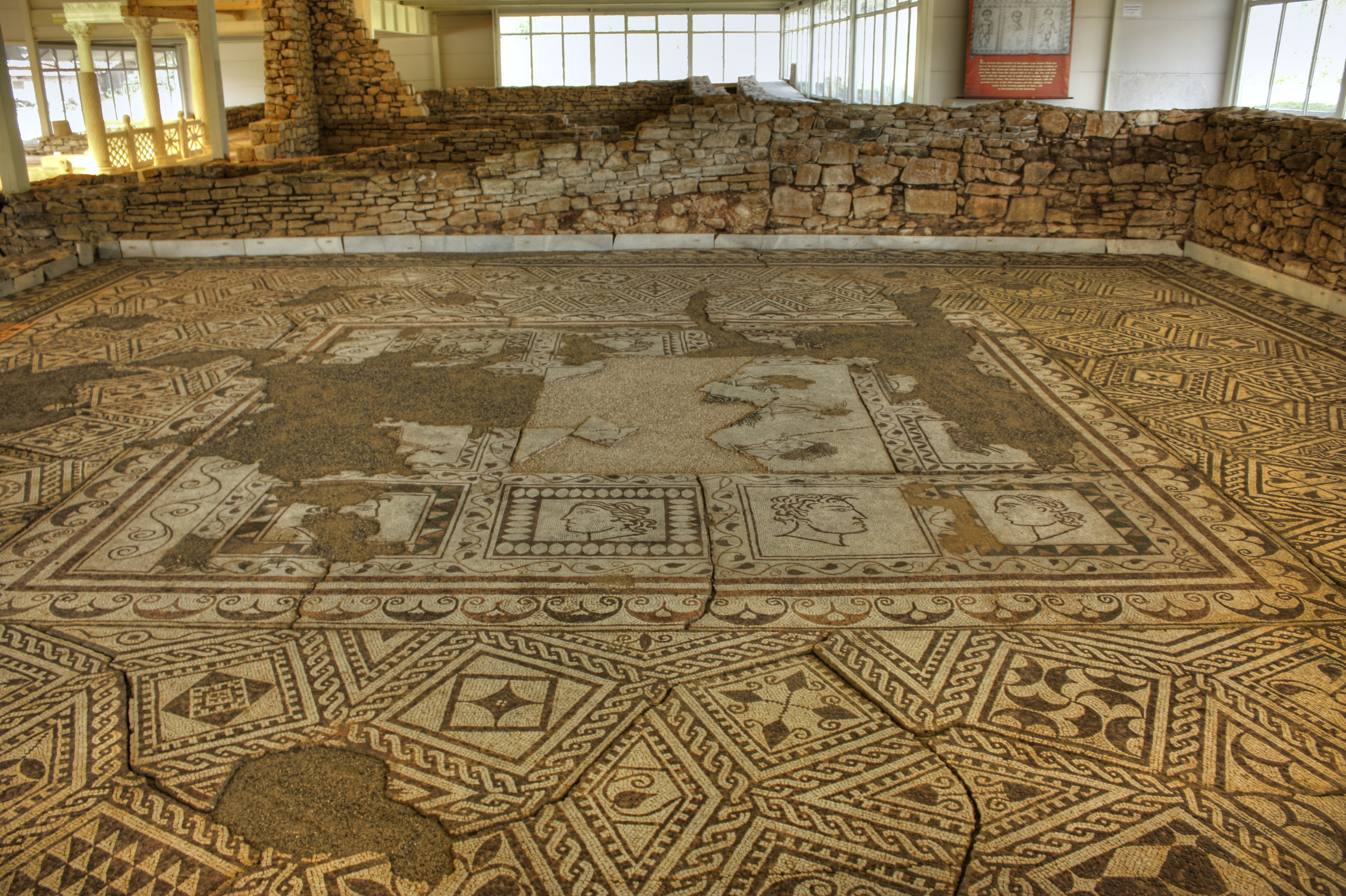
Mosaicos da Vila Armira

Villa Armira é uma vila romana suburbana do século I no sudeste da Bulgária, situada nos arredores de Ivaylovgrad, província de Haskovo. encontrada em 1964 durante a obra do reservatório, é a principal atração histórica da região de Ivaylovgrad. É considerado como monumento de cultura de interesse nacional.